# 746 Marlu
Marlu (asteroide 746) é um asteroide da cintura principal com um diâmetro de 69,75 quilómetros, a 2,35434753 UA. Possui uma excentricidade de 0,2412405 e um período orbital de 1 996,38 dias (5,47 anos).
Marlu tem uma velocidade orbital média de 16,90867322 km/s e uma inclinação de 17,51764472º.
Esse asteroide foi descoberto em 1 de Março de 1913 por Franz Kaiser.